# Osladin
Osladin (von tschech. osladič „Tüpfelfarn“, zu osladit „süßen“) ist ein Steroidsaponin, das im Rhizom des Gewöhnlichen Tüpfelfarns (Polypodium vulgare) vorkommt.

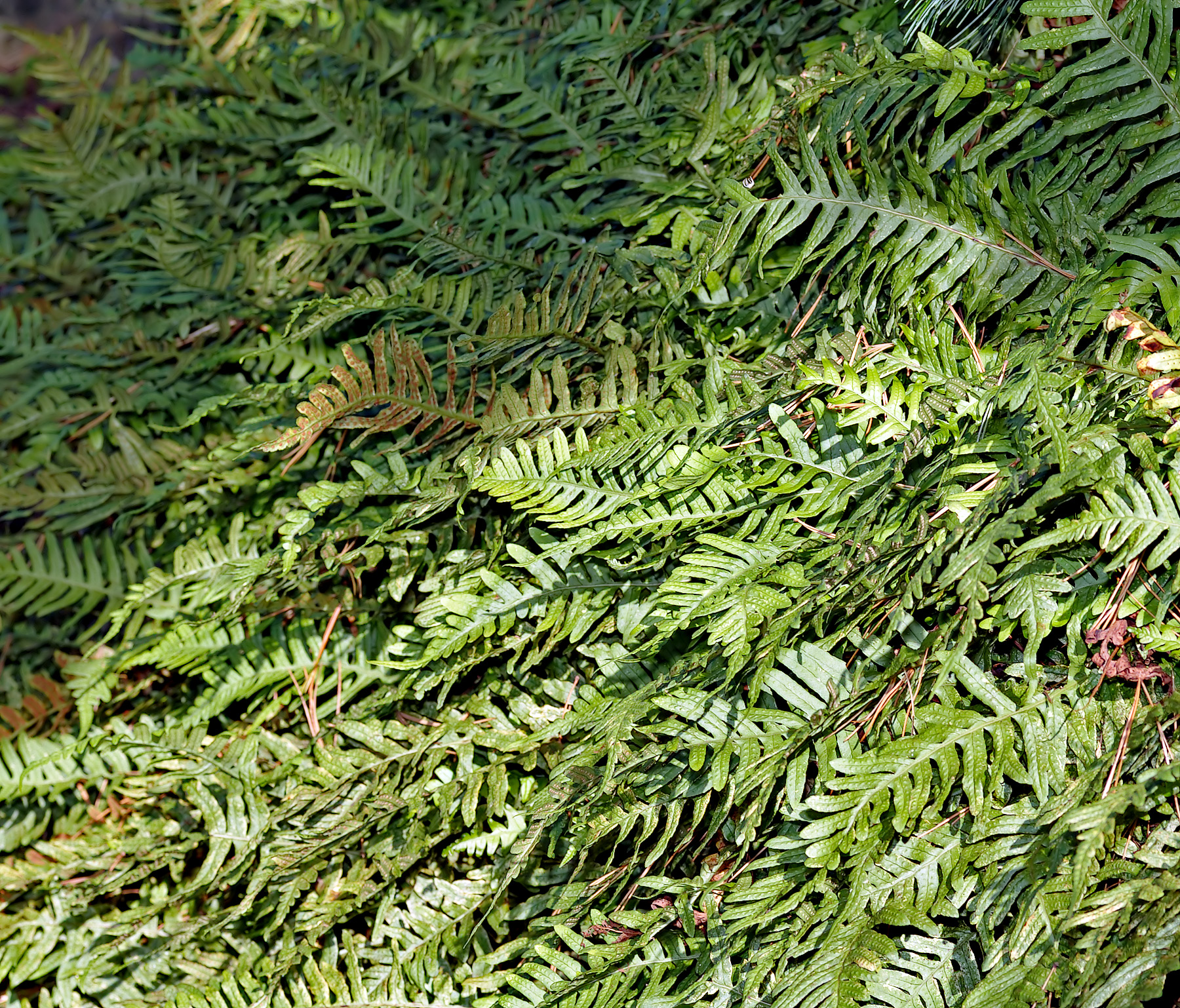
Gewöhnlicher Tüpfelfarn (Polypodium vulgare).

Das Glycosid hat einen süßen Geschmack, seine Süßkraft ist ca. 500-mal so groß wie die von Saccharose. Daher stammt der Name Engelsüßwurzelstock für das Rhizom des Farns. Aus toxikologischen Gründen ist Osladin jedoch nicht als Süßstoff geeignet.

## Struktur und Süßkraft
Die Substanz wurde 1971 erstmals isoliert und ihre Struktur als Steroid-Saponin 1975 aufgeklärt. Nach der ersten Totalsynthese 1993 durch Yamada und Nishizawa erwies sich das Produkt jedoch nicht als süß schmeckend. Dies führte zu der Erkenntnis, dass die Süßkraft der Verbindung von der Stereochemie an den Kohlenstoffatomen 22, 25 und 26 (Tetrahydropyranring mit Rhamnosylrest am C-26) abhängt, die bei der Strukturaufklärung 1975 vernachlässigt worden war. So liegt das Kohlenstoffatom an Position 22 in der R-, das C-25 in der S- und das C-26 in der R-Konfiguration vor.
Dem Einsatz von Osladin als Süßstoff stehen neben der Toxizität auch eine geringe Wasserlöslichkeit entgegen. Während in ersten Veröffentlichungen 1971 und 1975 noch eine 3.000-fache Süßkraft im Vergleich zu Rohrzucker genannt wurde, konnte dieser Wert nach der Totalsynthese geprüft und auf den Wert 500-fach korrigiert werden.

## Polypodosid A

Ausschnitt von Polyposid A, die restliche Struktur entspricht der von Osladin.

Polypodosid A ist ein mit Osladin eng verwandtes Sapoin, das im Rhizom von Polypodium glycyrrhiza (Lakritz-Farn, engl. licorice fern) vorkommt. Es hat an Position C7 und C8 eine Doppelbindung, entspricht aber sonst Osladin. Im Vergleich zu einer 6%igen Saccharoselösung ist es etwa 600-mal süßer, ist aber wie Osladin relativ unlöslich in Wasser. Darüber hinaus hat es einen leichten Lakritze-ähnlichen Bei- und Nachgeschmack.